# Пъстра земеровка
Пъстрата земеровка (Diplomesodon pulchellum) е вид бозайник от семейство Земеровкови (Soricidae), единствен представител на род Diplomesodon.

## Разпространение и местообитание
Разпространен е в Казахстан, Русия, Туркменистан и Узбекистан.